# Cuatro Caminos (métro de Mexico)
Cuatro Caminos est une station terminus de la Ligne 2 du métro de Mexico, située à l'ouest de Mexico, dans la délégation Naucalpan de Juárez.

## La station
La station est ouverte en 1984.
L'image de la station représente la silhouette de la structure de l'ancien Toreo (arène de tauromachie) de Cuatro Caminos, qui exista de 1947 à 2008 dans la zone entre l'Anneau Périphérique, le Boulevard Manuel Avila Camacho, l’Avenida Rio San Joaquin et l’Avenida Ingenieros Militares. Son nom vient des quatre routes qui partaient de là à l'époque préhispanique : au nord vers Azcapotzalco, au sud vers Chapultepec, à l'ouest vers Naucalpan et à l'est vers Tenochtitlan. Ce lieu se nommait NAUH-Campa, "aux quatre directions" ou Nahui-Calli-Pan, "sur les quatre maisons" dont dérive le nom de Naucalpan.